# قاسم بن محمد الغساني
قاسم بن محمد بن إبراهيم الغساني  وشهرته الوزير (955 - 1019 هـ / 1548 - 1611 م) هو طبيب وشاعر ، من أهل فاس. أرسله السلطان مولاي زيدان في بعثة دبلوماسية مغربية إلى هولندا.

## آثاره
- «مغني اللبيب عن كتب أعداء الحبيب» - نسخة منه في الخزانة الملكية بالرباط. وهي ترجمة (عن اليونانية) للمنصور السعدي.
- «حديقة الأزهار في شرح ماهية العشب والعقار» - نسخة منه في مكتبة حسن حسني عبد الوهاب بتونس.
- «الروض المكنون» - نسخة منه في خزانة الرباط. وهو شرح لأرجوزة في الحميات والأورام، منسوبة إلى أبي موسى هارون بن إسحاق ابن عزرون.[2]